# Basel III
Basel III är en regleringsstandard som ställer krav på banker gällande kapital och likviditet. Regelverket togs fram efter finanskrisen 2008–2009 och beräknas av OECD kosta ungefär 0,05 till 0,15 procentenheter i årlig BNP-tillväxt. I gengäld gör det att finansiella bubblor förväntas bli färre och kriser mer sällsynta, därtill ger reglerna minskad cyklikalitet.

## Höjda kapitalkrav
Bankernas kapitalkrav höjs och reglerna för vad som får räknas in i kapitalet skärps. Tidigare fick bankerna inräkna exempelvis goodwill. Efter reglernas införande tvingas de ha 7 procent i kärnprimärkapital och 8 % i totalt kapitalkrav (exklusive konserveringsbuffert, inklusive = 10,5%). Faller bankens kärnprimärkapital under 7 procent begränsas bankens möjligheter att lämna aktieutdelningar. Bankens stabila finansiering skall vara större än bankens behov av stabil finansiering - bankerna får alltså inte lägga sig för nära gränsen. Reglerna implementeras först fullt ut 31 december 2019.

### Likviditetsbuffertar
Men även en kontracyklisk kapitalbuffert som tillåts variera mellan 0 och 2,5 procent införs. Konkret innebär kravet på hur mycket kärnprimärkapital banker kan förmås hålla totalt kan uppgå till 9,5 procent i tider av kreditexpansion.
En nyhet i jämförelse med tidigare regleringar är även att bankernas likviditetsbuffert ska vara minst lika stort som nettoutflödet av pengar under 30 dagar. Detta innebär att om banken skulle råka ut för störningar i sin upplåning, klarar den sig i vart fall 30 dagar.

### Effekter
Bankernas, och därmed också kundernas, kostnader kommer att öka. Europeiska banker får högre krav än de i USA. Detta minskar förmodligen deras vinster initialt.